# Vini Lopez
Vincent "Vini" Lopez (Monmouth County, New Jersey) američki je glazbenik, bivši član E Street Banda Brucea Springsteena. Od 1968. do 1974. Lopez je svirao sa Springsteenom u nekoliko sastava, uključujući Steel Mill i E Street Band. Svirao je i na Springsteenova prva dva albuma, Greetings from Asbury Park, N.J. i The Wild, the Innocent and the E Street Shuffle. Nakon napuštanja E Street Banda, Lopez je nastavio svirati bubnjeve u raznim sastavima s Jersey Shorea, uključujući Steel Mill Retro, koji je izvodio i snimao Springsteenove pjesme iz ere Steel Milla.